# Рисперидон
Рисперидон (лат. Risperidonum, англ. Risperidone) — синтетичний лікарський засіб, що є похідним бензізоксазолу та належить до групи антипсихотичних препаратів. Рисперидон застосовується переважно перорально, може застосовуватися також внутрішньом'язово. Рисперидон розроблений на початку 80-х років ХХ століття в лабораторії компанії «Janssen Pharmaceutica».

## Фармакологічні властивості
Рисперидон — синтетичний антипсихотичний препарат, що є похідним бензізоксазолу. Механізм дії препарату полягає у блокуванні дофамінових рецепторів D2-типу та серотонінових 5-HT2A-рецепторів, а також блокуванні альфа-1-адренорецепторів, та частково альфа-2-адренорецепторів і H-1-гістамінових рецепторів. Рисперидон практично взаємодіє з м-холінорецепторами. Наслідком дії препарату є зменшення продуктивної психіатричної симптоматики, та одночасно незначна частота екстрапірамідних побічних ефектів у порівнянні з іншими антипсихотичними препаратами. Рисперидон застосовується при шизофренії, біполярному афективному розладі, деменції з проявами агресії, аутизмі, опозиційному зухвалому розладі, у тому числі в дітей і підлітків; у вигляді внутрішньом'язової ін'єкції застосовується також для підтримувальної терапії шизофренії. Препарат також ефективний при першому епізоді психозу, причому він має вищу ефективність у порівнянні з іншими типовими антипсихотичними препаратами (зокрема галоперидолом), та має кращий профіль безпеки.

### Фармакокінетика
Рисперидон добре і швидко всмоктується після перорального застосування, біодоступність препарату становить 70 % при пероральному застосуванні. Максимальна концентрація препарату досягається протягом 1—2 годин після прийому препарату. Рисперидон добре (на 88—90 %) зв'язується з білками плазми крові. Препарат проходить через гематоенцефалічний бар'єр, через плацентарний бар'єр та виділяється в грудне молоко. Рисперидон метаболізується в печінці з утворенням як активних метаболітів, одним із яких є самостйний лікарський препарат паліперидон, так і неактивних метаболітів. Виводиться препарат із організму переважно з сечею (70 %), частково із калом (14 %). Період напіввиведення препарату становить 3 години, активних метаболітів препарату становить 20—24 години, для форм для внутрішньом'язового застосування період напіввиведення становить 3 доби.

## Покази до застосування
Рисперидон застосовують для лікування шизофренії, біполярного афективного розладу, деменції з проявами агресії, аутизму, опозиційного зухвалого розладу; у вигляді внутрішньом'язової ін'єкції застосовується також для підтримувальної терапії шизофренії.

## Побічна дія
При застосуванні рисперидону найчастішими побічними ефектами є ригідність, акатизія, сонливість або безсоння, підвищена рухова активність, депресія, збудження, збільшення ваги тіла, тахікардія. Іншими побічними ефектами при застосуванні препарату є:
- Алергічні реакції та з боку шкірних покривів — шкірний висип, кропив'янка, акне, алопеція, алергічний дерматит, набряк Квінке, еритема шкіри, екзема, гіперкератоз шкіри, гарячка.
- З боку травної системи — нудота, блювання, запор або діарея, зубний біль, метеоризм, гастроентерит, сухість у роті, диспепсія, біль у животі, жовтяниця, панкреатит, кишкова непрохідність, набрякання язика, хейліт.
- З боку нервової системи — манія, запаморочення, судоми, головний біль, дискінезія або гіпокінезія, дистонія, розлади мови, паркінсонізм, тремор, порушення зору, фотофобія, сплутаність свідомості, нервозність, ішемічні розлади головного мозку, парестезія або гіпестезія, вертиго, дзвін у вухах, серотоніновий синдром, порушення рівноваги, вкрай рідко злоякісний нейролептичний синдром.
- З боку серцево-судинної системи — артеріальна гіпотензія, брадикардія, венозний тромбоз, тромбоемболія легеневої артерії, біль у грудній клітці, фібриляція передсердь, AV-блокада, артеріальна гіпертензія, подовження інтервалу QT на ЕКГ, аритмії, припливи крові.
- З боку дихальної системи — задишка, аспіраційна пневмонія, біль у глотці та гортані, носова кровотеча, кашель, закладеність носа, застій у легенях, синдром нічного апное, бронхіт, інфекції дихальних шляхів, синусит.
- З боку ендокринної системи — гінекомастія, галакторея, аменорея та інші порушення менструального циклу, підвищення секреції пролактину, болючість і нагрубання молочних залоз, цукровий діабет, діабетична кома.
- З боку сечостатевої системи — пріапізм, вагінальні виділення, еректильна дисфункція, затримка сечовипускання, нетримання сечі, енурез, порушення еякуляції.
- З боку опорно-рухового апарату — біль у м'язах, рабдоміоліз, скутість м'язів, спазм м'язів, біль у кінцівках, біль у спині, біль у шиї.
- Зміни в лабораторних аналізах — лейкопенія, нейтропенія, еозинофілія, агранулоцитоз, тромбоцитопенія, анемія, гіперглікемія, гіпоглікемія, глюкозурія, зниження гематокриту, підвищення рівня активності гаммаглутамілтранспептидази та амінотрансфераз.

## Протипокази
Рисперидон протипоказаний при підвищеній чутливості до препарату, деменція унаслідок хвороби Паркінсона, підтвердженої або ймовірної деменції з тільцями Леві.

## Форми випуску
Рисперидон випускається у вигляді таблеток по 0,00025; 0,0005; 0,001; 0,002; 0,003 і 0,004 г; 0,1 % розчину для перорального застосування у флаконах по 30 і 100 мл; ліофілізату для приготування розчину для ін'єкцій по 12,5; 25; 37,5 і 50 мг у комплекті з розчинником по 2 мл.